# اریوا آرپی
اریوا آرپی (انگلیسی: Arriva RP) شرکت  دولتی ترابری ریلی لهستانی است، که در سال ۲۰۰۷ تأسیس شد.